# Müttergenesungswerk

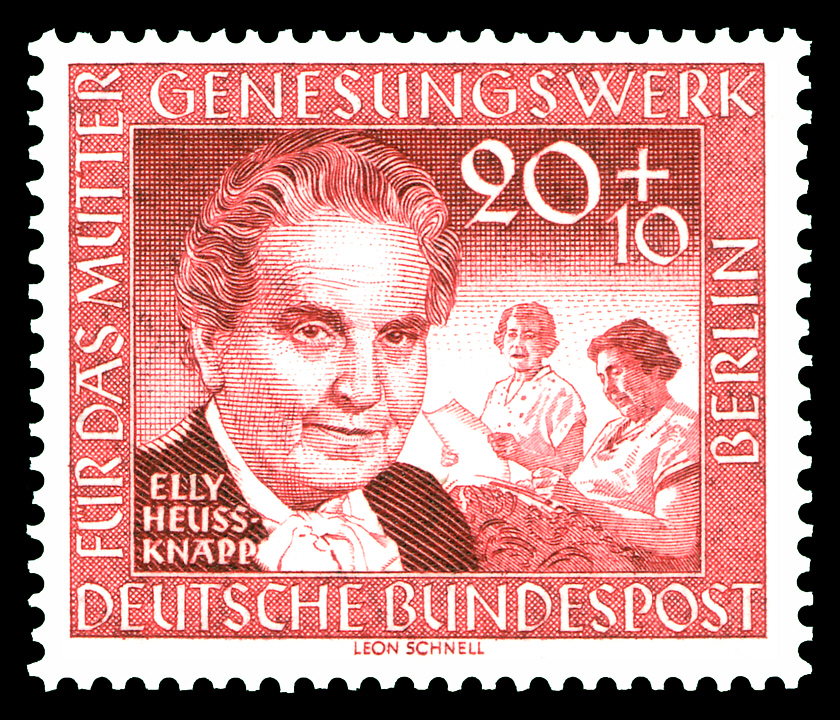
Sonderbriefmarke (Berlin 1957) zum Gedenken an Elly Heuss-Knapp als Gründerin, mit einem Zuschlag für das Müttergenesungswerk

Die Elly-Heuss-Knapp-Stiftung – Deutsches Müttergenesungswerk (kurz Müttergenesungswerk) ist eine 1950 von Elly Heuss-Knapp gegründete Stiftung bürgerlichen Rechts zur Förderung der Müttergenesung. Der satzungsmäßige Sitz ist Stein im Landkreis Fürth. Die Stiftung soll laut Satzung unter der Schirmherrschaft des Ehepartners des Bundespräsidenten oder der Bundespräsidentin stehen. Schirmherrin des Müttergenesungswerkes ist Elke Büdenbender, die Frau des amtierenden Bundespräsidenten Frank-Walter Steinmeier. Gegenwärtige Vorsitzende des Kuratoriums ist Svenja Stadler.

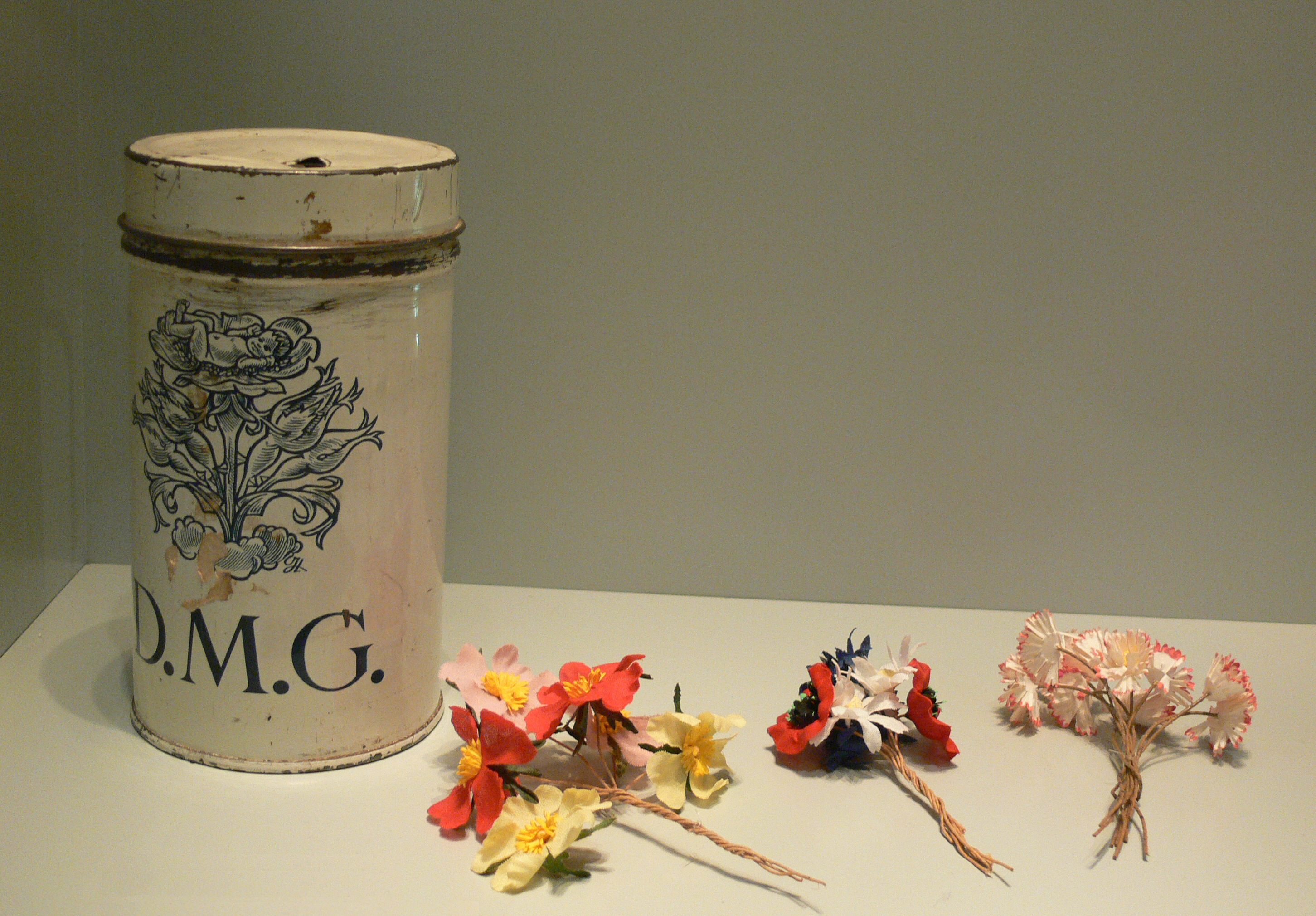
Spendenmarketing der 1950er Jahre: Sammelbüchse für das Müttergenesungswerk und Stoffblumen, die zum Wohle der Organisation verkauft wurden; ausgestellt im Theodor-Heuss-Haus Stuttgart

25 Jahre Müttergenesungswerk: deutsche Briefmarke von 1975

Ziel des Müttergenesungswerks ist es, Mütter in ihrer Gesundheit zu stärken. Unter dem Dach der Stiftung werden frauenspezifische und ganzheitliche Vorsorge- und Rehabilitationsmaßnahmen für Mütter und Mütter mit Kindern angeboten, die medizinische und psychosoziale Therapien sowie Gesundheitsförderung umfassen. Seit 2013 werden von der Zustiftung „Sorgearbeit“ auch Maßnahmen für Väter und pflegende Angehörige angeboten.
Im Müttergenesungswerk haben sich die folgenden fünf Trägergruppen zusammengeschlossen, um gemeinsam die Gesundheit von Müttern zu fördern:
- Arbeiterwohlfahrt (AWO)
- Der Paritätische Wohlfahrtsverband (DPWV)
- Deutsches Rotes Kreuz (DRK)
- Evangelischer Fachverband für Frauengesundheit e. V. (EVA, Diakonisches Werk)
- Katholische Arbeitsgemeinschaft für Müttergenesung e. V. (KAG, Caritas)

Sie sind Träger der vom Müttergenesungswerk anerkannten 5 Mütter- und 71 Mutter-Kind-Einrichtungen für Mütter- bzw. Mutter-Kind-Kuren (mittlerweile auch Vater-Kind-Kuren) sowie von ca. 1.300 Beratungs- und Vermittlungsstellen. Im Jahr 2015 konnten ca. 49.000 Frauen mit 72.000 Kindern an einer Maßnahme des Müttergenesungswerks teilnehmen.

## Geschichte
Elly Heuss-Knapp, die Frau des damaligen Bundespräsidenten Theodor Heuss, lernte im Juli 1949 auf einer Tagung in Nürnberg Antonie Nopitsch kennen, die bereits 1933 den Bayerischen Mütterdienst gegründet hatte. Heuss-Knapp war von dieser Einrichtung begeistert und wollte etwas derartiges im ganzen Land auf die Beine stellen. So entwickelten beide Frauen die Idee für ein bundesweites Müttergenesungswerk. Elly Heuss-Knapp gab am 31. Januar 1950 die Gründung der Stiftung in einer Rundfunkansprache bekannt.
Bisher waren alle Ehefrauen bzw. Lebensgefährtinnen der deutschen Bundespräsidenten Kuratoriumsvorsitzende oder Schirmherrinnen des Müttergenesungswerks.

## Indikationen für eine Vorsorge- oder Rehabilitationsmaßnahme des MGW
Viele Mütter sind von einem Erschöpfungs-Syndrom betroffen, das in Zusammenhang mit Familienarbeit und geschlechtstypischen Mehrfachbelastungen, Anforderungen sowie überhöhten und oft widersprüchlichen Erwartungen zu sehen ist. Oft reagieren Frauen auf diese permanente Überforderung mit gesundheitsschädigenden Bewältigungsstrategien und der Entwicklung körperlicher, psychischer und psychosomatischer Symptome – vor allem, wenn in Überlastungssituationen noch weitere Probleme, wie z. B. Partnerschaftskonflikte, finanzielle Sorgen, Arbeitslosigkeit, Krankheit oder Behinderung eines Familienmitgliedes auftreten.
Diese Erschöpfungszustände gehen einher mit einer Vielzahl psychosomatischer Störungen, somatoformer Beschwerden und funktioneller Erkrankungen. Die Symptome reichen von physischen Beschwerden wie Kopfschmerzen, Schlafstörungen oder Schweißausbrüchen bis hin zu diffusen Beeinträchtigungen wie ständige Müdigkeit oder Niedergeschlagenheit, Lustlosigkeit, Stimmungsschwankungen oder Angstgefühlen. Oft kommen dazu funktionelle Erkrankungen wie Wirbelsäulen- oder Bandscheibenprobleme oder Herz-/Kreislaufbeschwerden.
Indikationen für Mütter, die an einer Vorsorge- oder Rehabilitationsmaßnahme in Einrichtungen des Deutschen Müttergenesungswerks teilnehmen, umfassen unter anderem:
- Endokrine, Ernährungs- und Stoffwechselkrankheiten
- Psychische und Verhaltensstörungen
- Krankheiten des Nervensystems
- Krankheiten des Kreislaufsystems
- Krankheiten des Atmungssystems
- Krankheiten des Verdauungssystems
- Krankheiten der Haut und der Unterhaut
- Krankheiten des Muskel-Skelett-Systems und des Bindegewebes
- Krankheiten des Urogenitalsystems
- Angeborene Fehlbildungen, Deformitäten und Chromosomenanomalien

Indikationen für Kinder zur Vorsorge oder Rehabilitation in der Mutter-Kind-Maßnahme sind u. a.:
- Krankheiten des Atmungssystems
- Krankheiten der Haut und der Unterhaut
- Psychische und Verhaltensstörungen
- Angeborene Fehlbildungen, Deformitäten und Chromosomenanomalien

Außerdem gibt es in mehreren Einrichtungen Angebote, die besondere Lebenssituationen von Frauen berücksichtigen, z. B. Angebote für Mütter mit behinderten Kindern, für Mütter mit pflegebedürftigen Angehörigen, für Mütter mit suchtkranken Familienangehörigen, für allein erziehende Mütter oder zur Trauerverarbeitung.

## Behandlungskonzept
Die Maßnahmen des Müttergenesungswerks basieren auf einem ganzheitlichen und frauenspezifischen Ansatz. Dabei liegt der Fokus weniger auf einzelnen Symptomen und Leiden als vielmehr auf den Symptomkonstellationen und deren vielschichtigen Ursachen. Körperliche, psychische und soziale Aspekte von Krankheiten und Beschwerden werden integriert behandelt, die gesamte Lebenssituation der Frau ist Ausgangspunkt aller medizinischen und therapeutischen Maßnahmen. Die Frauen sollen durch die Therapien in die Lage versetzt werden, Zusammenhänge zwischen ihren belastenden Lebensumständen und ihren Erkrankungen zu erkennen. Ziel ist es, sie bei der Entwicklung eines positiven Gesundheitsbewusstseins und adäquater Bewältigungsmechanismen zu unterstützen.
Um dieses Ziel zu erreichen, arbeiten in den Einrichtungen des Müttergenesungswerkes interdisziplinäre Teams eng zusammen: Ärzte, Psychologen, Physiotherapeuten, Sozialpädagogen und Diätassistenten unterstützen die Frauen bei der Bewältigung ihrer Krankheiten und Lebenssituationen.
Die medizinische Vorsorge und Rehabilitation richtet sich sowohl an Mütter alleine als auch an Mütter gemeinsam mit ihren Kindern. In Müttermaßnahmen haben Frauen die Chance, sich fernab vom „Arbeitsplatz Familie“ einmal nur auf sich und ihre Bedürfnisse zu konzentrieren, nur für sich alleine verantwortlich zu sein. In Mutter-Kind-Maßnahmen werden zusätzlich die Erkrankungen der Kinder vorbeugend oder rehabilitativ behandelt, was angesichts zunehmender Erkrankungen von Kindern immer wichtiger wird. Gründe für Mutter-Kind-Maßnahmen liegen aber auch dann vor, wenn eine Trennung von Mutter und Kind nicht zumutbar ist oder es keine andere Unterbringungsmöglichkeit für das Kind gibt. Die Kinder werden bedarfsgerecht medizinisch versorgt und pädagogisch betreut. Die zusätzlichen Mutter-Kind-Interaktionsangebote haben einen hohen Stellenwert für die gesunde Entwicklung des Kindes und das Wohlbefinden der Mutter. Gleichzeitig eröffnen sie die Möglichkeit die Mutter-Kind-Beziehung neu zu erleben.

## Bekannte Einrichtungen
- Strandhotel Glücksburg – von 1956 bis 1996 als „Matthias-Claudius-Heim“ ein Erholungsheim für Mutter und Kind.[8]

## Qualitätssicherung und Qualitätsentwicklung
Alle vom Müttergenesungswerk anerkannten stationären Einrichtungen sind zu einer qualitätsgeleiteten Durchführung von Vorsorge- und Rehabilitationsmaßnahmen auf der Grundlage der inhaltlichen Vorgaben durch das MGW verpflichtet.
Die Einrichtungen arbeiten nach einem festgelegten Konzept zur Qualitätssicherung und -entwicklung, das kontinuierlich den sich verändernden Rahmenbedingungen angepasst wird. Damit ist gewährleistet, dass die Vorsorge- und Rehabilitationsmaßnahmen dem aktuellen Stand wissenschaftlicher Erkenntnisse entsprechen. Ziel dieses Konzepts ist es, die Rahmenbedingungen zu definieren, Strukturen vorzugeben, die Behandlungsprozesse zu begleiten und die Ergebnisse überprüfbar zu machen.

## Therapieeffekte
Der gesundheitliche Erfolg der Maßnahmen des Müttergenesungswerkes ist wissenschaftlich erwiesen. Der Forschungsverbund Prävention und Rehabilitation für Mütter und Kinder der Medizinischen Hochschule Hannover hat dazu Untersuchungen durchgeführt und Veröffentlichungen vorgelegt.
Die Ergebnisse zeigen, dass sich die ausgeprägten Eingangsbelastungen deutlich reduzieren und eine Übertragung in den Alltag gelungen ist, z. B. Verminderung von Erschöpfung, Stärkung der Erziehungskompetenz, insgesamt eine signifikante Verbesserung des Gesundheitszustandes. Darüber hinaus werden nach Ende der Maßnahme weniger Medikamente genommen, es fallen weniger Krankheitstage und Arztbesuche an und es werden weniger ambulante Maßnahmen in Anspruch genommen. Auch der allgemeine Gesundheitszustand der Kinder hat sich am Ende der Maßnahmen signifikant verbessert. Langzeituntersuchungen ein halbes bzw. ein Jahr nach der Maßnahme belegen, dass diese Ergebnisse bei Müttern und Kindern auch noch mittel- und langfristig nachweisbar sind.

## Beratungsstellen
Bundesweit stehen ca. 1300 Beratungsstellen der Wohlfahrtsverbände als Anlaufpunkte zu Fragen rund um eine Mütter- oder Mutter-Kind-Maßnahme zur Verfügung. Die größte Dichte an Beratungsstellen (ca. 400) bietet die Katholische Arbeitsgemeinschaft für Müttergenesung (KAG/Caritas). Die Beratung reicht von praktischen Fragen (Versorgung der Kinder, Beantragung, Finanzierung) bis hin zur Abklärung von Erwartungen und Zielen. Nach der Maßnahme unterstützen die Beraterinnen die Frauen dabei, neue Erkenntnisse und Verhaltensmuster in den Alltag zu integrieren und somit langfristig anwendbar zu machen.
Insbesondere der Arbeiterwohlfahrt ist es gelungen, mit einem standardisierten Nachsorgeprogramm bereits unter Vorbereitung während der Kur den Müttern nach der stationären Maßnahme auf freiwilliger Basis Unterstützung im Alltag zu ermöglichen.
Eine der wesentlichen Grundlagen für einen nachhaltigen Erfolg ist eine gute Vorbereitung auf die Maßnahme und die begleitende Nacharbeit am Wohnort. Diese so genannte „Therapeutische Kette“ ist einmalig und kennzeichnend für das Müttergenesungswerk.

## Rechtliche Grundlagen/Anspruchsvoraussetzungen
Seit dem 1. April 2007 sind stationäre Mütter-/Mutter-Kind-Maßnahmen in Vorsorge und Rehabilitation Pflichtleistung der GKV geworden. Grundsätzlich haben alle Frauen (und gemäß § 40 Abs. 1 Satz 2 SGB V auch Väter) in Familienverantwortung Anspruch auf eine medizinische Vorsorge- oder Rehabilitationsmaßnahme nach § 24 und § 41 SGB V, wenn diese medizinisch indiziert ist und die Ärztin oder der Arzt die Notwendigkeit dieser Maßnahme attestiert hat.
Ambulante Maßnahmen haben keinen Vorrang vor stationären Mütter- bzw. Mutter-Kind-Maßnahmen, d. h. Krankenkassen müssen medizinisch notwendige Kuren bewilligen. Die Maßnahmen gliedern sich in die zwei Bereiche Vorsorge und Rehabilitation. Für die beiden Bereiche müssen folgende medizinische Voraussetzungen erfüllt sein:
VorsorgeLeistungen zur medizinischen Vorsorge sind indiziert, wenn beeinflussbare Risikofaktoren oder Gesundheitsstörungen vorliegen, die voraussichtlich in absehbarer Zeit zu einer Krankheit führen werden und/oder die gesundheitliche Entwicklung eines Kindes gefährdet ist (Primärprävention). Eine Vorsorgebedürftigkeit besteht ebenfalls, wenn bei manifester (chronischer) Krankheit eine drohende Beeinträchtigungen verhindert werden sollen oder das Auftreten von Rezidivien beziehungsweise Exazerbationen (d. h. Rückfällen und Verschlimmerungen) vermieden beziehungsweise deren Schweregrad oder dem Fortschreiten der Krankheit entgegengewirkt werden soll (Sekundärprävention) und zudem ein komplexer mehrdimensionaler und interdisziplinärer Behandlungsansatz erforderlich ist.
RehabilitationLeistungen zur medizinischen Rehabilitation sind indiziert, wenn aufgrund einer körperlichen, geistigen oder seelischen Schädigung voraussichtlich nicht nur vorübergehende alltagsrelevante Beeinträchtigungen der Aktivitäten vorliegen, durch die in absehbarer Zeit Beeinträchtigungen der Teilhabe drohen oder diese bereits bestehen und zudem ein komplexer mehrdimensionaler und interdisziplinärer Behandlungsansatz erforderlich ist.
Bei der Beurteilung sind die umwelt- und personenbezogenen Kontextfaktoren zu berücksichtigen.
Die Aufenthaltsdauer beträgt in der Regel drei Wochen, in medizinisch notwendigen Fällen kann sie auch verlängert werden. Der Wiederholungszeitraum zwischen zwei Maßnahmen umfasst vier Jahre. Auch hier sind medizinisch begründete Ausnahmen möglich.
Ein Anspruch auf stationäre medizinische Vorsorge und Rehabilitation für Mütter bestand auch nach dem Bundessozialhilfegesetz (§ 37 BSHG).